# Yzerfontein
Yzerfontein ist eine Stadt in der Gemeinde Swartland, Distrikt West Coast, Provinz Westkap in Südafrika. 2011 hatte sie 1140 Einwohner. Die Stadt liegt an der Straße R27, 80 Kilometer nördlich von Kapstadt.
Der Stadtname setzt sich zusammen aus den beiden Afrikaans-Worten Yzer (Eisen) und Fontein (Quelle). Die Stadt liegt im Winterregengebiet, das heißt, der jährliche Niederschlag von 400 mm fällt hauptsächlich in den Monaten April bis Oktober. Wie alle Orte an der südafrikanischen Westküste eignet sich das Meer vor Yzerfontein aufgrund der starken, stetigen Winde zum Surfen. Die Temperaturen im Winter liegen – bedingt durch den nahen Benguelastrom – deutlich unter 10 °C, es ist in der Regel aber frostfrei.
Der lateinische Wahl- und Wappenspruch des Ortes lautet: Mare didat flores decorant (deutsch: „Das Meer ernährt und die Blumen schmücken“). Haupteinnahmequelle des Ortes ist der Fischfang, daneben in der Wildblumensaison (August bis Oktober) der Tourismus.

## Geschichte
Bis 1937 war Yzerfontein nur eine Farm. Es erhielt dann den Stadtstatus als Township. Eine eigene Stadtverwaltung gab es erst ab 1989. Am 19. April 2011 erreichte das West Africa Cable System, ein Seekabel, die Küste von Yzerfontein.

## Sehenswürdigkeiten
- West Coast National Park, das Stadtgebiet reicht bis zur südlichen Grenze des Nationalparks
- Rondeberg Nature Reserve, 15 Kilometer südlich der Stadt
- Dassen Island vor der Küste
- !Khwa ttu, San Cultural and Educational Centre an der R27